# Sepik Zachodni
Sepik Zachodni (tok pisin: Sandaun, ang. hist. West Sepik) – prowincja Papui-Nowej Gwinei, położona w północno-zachodniej części kraju nad Morzem Bismarcka. Graniczy z indonezyjską prowincją Papua. Ośrodkiem administracyjnym jest miasto Vanimo.
Nazwa prowincji w języku tok pisin oznacza „zachód słońca” (zniekształcone angielskie sundown).